# Heinrich Bertram (Kapitän)
Heinrich Bertram (* 1897; † 7. Oktober 1956) war ein deutscher Kapitän.

## Leben
Heinrich Bertram wuchs in Flottbek auf. Die Familie betrieb in Klein Flottbek eine Kunst- und Handelsgärtnerei in der Baron-Vogt-Straße, deren südliches Ende wenige Hundert Meter vom Wohnhaus entfernt auf die Elbchaussee und Teufelsbrück am Elbufer zuläuft, wo ab 1889 auch ein kleiner Hafen für Fischerboote und Elbfähren angelegt worden war.
Als Kapitän wohnte er später mit seiner Familie im benachbarten Groß Flottbek und wurde nach seinem Tod 1956 auf dem Groß-Flottbeker Friedhof bestattet. Seine Frau blieb als Witwe in dem Wohnhaus und ab 1969/70 gab es dort wieder einen Kapitän Heinrich Bertram, vermutlich ein Sohn.
1914 begann Heinrich Bertram seine seemännische Ausbildung. Während des Ersten Weltkrieges wurde er in Chile interniert. Heinrich Bertram diente als Offizier auf unterschiedlichen Schiffen der Reederei Hamburg Süd und war u. a. von Oktober 1933 auf der Cap Arcona unter Kapitän Richard Niejahr als Zweiter Offizier tätig. Dort wurde er im Frühjahr 1938 zum Ersten Offizier ernannt. 1938 wurde er zum Kapitän befördert. Ende August 1939 lief Heinrich Bertram, der im März 1939 das Kommando der Wilhelm Gustloff übernommen hatte, mit dieser von Hamburg zur 44. und letzten Kreuzfahrt nach Norwegen aus.
Ab Januar 1940 folgte sein Kommando des ehemaligen Kreuzfahrtschiffes Monte Rosa, welches zu dieser Zeit als Wohnschiff für Soldaten und später als Truppentransporter diente. Im November 1942 wurde das Schiff für die Deportation von Häftlingen aus dem Polizeihäftlingslager Grini eingesetzt. 
Im September 1943 lag die Monte Rosa im Hafen von Aarhus, als der Befehl aus Berlin umgesetzt werden sollte, nun auch dänische Bürger jüdischen Glaubens zu deportieren. In dieser Zeit war Friedrich Wilhelm Lübke Kapitänleutnant und Dienststellenleiter in Aarhus, zuständig für Seetransporte zwischen Dänemark und Norwegen. Als der Auftrag bei ihm einging, für die Bereitstellung der Monte Rosa zur Durchführung der Aktion zu sorgen, sabotierten er und Kapitän Heinrich Bertram – beide keine Nazi-Freunde – gemeinsam diese Aktion, indem sie dem Oberkommando telegrafisch mitteilten, dass das Schiff einen Maschinenschaden und Probleme mit den Kondensatoren hätte. Den Befehl, das Schiff trotzdem nach Kopenhagen zu bringen, verweigerten sie ebenfalls mit Verweis auf die Sicherheit des Schiffes, für die sie keine Verantwortung übernehmen könnten. Die entstandene Verzögerung kann ein wesentlicher Beitrag zur Rettung der dänischen Juden gewesen sein, die informiert, versteckt und in großer Zahl nach Schweden gebracht werden konnten.
Bis zum Auflaufen der Monte Rosa auf eine Mine Ende Februar 1945 war Bertram Kommandant der Monte Rosa.
Anfang März 1945 übernahm er nach dem mysteriösen Suizid von Kapitän Johannes Gerdts das Kommando über die Cap Arcona, die nach beinahe vierjähriger Liegezeit in Gotenhafen/Gdynia und nicht in bestem Zustand am 31. Januar (einen Tag nach Untergang der Wilhelm Gustloff) ablegte, um mit halber Kraft wegen wartungsbedürftiger Maschinen ca. 10.000 Flüchtlinge in die Neustädter Bucht zu bringen. Kapitän Bertram sorgte für notdürftige Instandsetzungen und unternahm – unter Gefahr einer Maschinenhavarie – Ende März 1945 die zweite Evakuierungsfahrt nach Hela-Reede vor Gotenhafen bzw. Danzig. Insgesamt wurden wieder über 10.000 Menschen, überwiegend Verwundete, evakuiert und nach Kopenhagen gebracht. Am 14. April 1945 fuhr das Schiff unter Verwendung letzter Reserven in die Lübecker Bucht auf Reede vor Neustadt. Es war praktisch manövrierunfähig, für weitere erforderliche Reparaturen waren weder Ersatzteile noch Fachleute zu bekommen. Ein großer Teil der Besatzung wurde abgemustert, nur 60 Mann blieben an Bord. Bertram fuhr für einige Tage nach Hamburg und sein Erster Offizier übernahm vorübergehend das Kommando.
Ende 1944/Anfang 1945 wurde auf Anordnung von Heinrich Himmler damit begonnen, Konzentrationslager zu räumen. So begann die SS Ende März 1945 damit, die Gefangenen aus dem KZ Neuengamme, aber auch aus Stutthof, Auschwitz und weiteren KZs in Todesmärschen nach Lübeck zu bringen. Dort sollten sie u. a. auf der Cap Arcona eingeschifft werden. Insgesamt sollten ca. 9000 Häftlinge auf vier Schiffe untergebracht werden. Am 20. April erhielt die Schiffsleitung über den Hafenkapitän von Neustadt in Holstein ein Telegramm vom Reichskommissar-See, in dem mitgeteilt wurde, dass ca. 8000 KZ-Häftlinge an Bord der Cap Arcona zu übernehmen seien. Später wehrte sich Heinrich Bertram, ab 22. April 1945 wieder an Bord, dagegen mit dem Verweis darauf, dass nicht genügend Wasser und Proviant für die Gefangenen an Bord war. Zusätzlich wurde auf die gültige Charter mit der Kriegsmarine verwiesen, welche in der Folge auch durch den zuständigen Seetransportchef Ostsee, Konteradmiral Conrad Engelhardt, bestätigt wurde. Er lehnte mehrere Übernahmen von anderen Schiffen ab. Nach knapp einer Woche erschien ein SS-Kommando an Bord und drohte damit, Bertram wegen Befehlsverweigerung zu erschießen. Er beugte sich der Anweisung des Reichskommissars-See und so wurden Tausende Gefangene an Bord der Cap Arcona gebracht. Überliefert wurde folgender Satz: „… ich habe eine Frau und zwei Kinder, und aus diesem Grunde werde ich den Befehlen des Wahnsinns Folge leisten.“ Zusätzlich betonte er, dass er die Verantwortung für das Schiff von nun an abgelehnt hatte. Die Athen brachte insgesamt 7000 Häftlinge auf die Cap Arcona. Am 29. April gab Bertram den Befehl, einen Fischkutter zu requirieren, um die Toten an Land zu bringen. Am 30. April wurden 2000 Häftlinge wegen Überfüllung wieder abgeholt, die sich bei der Beschießung noch an Bord der Athen befanden. Die Zustände auf der Cap Arcona waren katastrophal. Die Versenkung der Cap Arcona Anfang Mai 1945 überlebte Bertram, wie auch 80 % der reduzierten Besatzung, aber nur knapp 8 % der Häftlinge.
Nach dem Krieg war er Referent für Hochseefischerei im Bundesministerium für Landwirtschaft, Ernährung und Forsten. Er setzte sich für den Bau von Fischereiforschungsschiffen inkl. deren Ausrüstung ein und war u. a. für den Einsatz der Fischereischutzboote und des Fischereiforschungsschiffes Anton Dohrn zuständig. 1953 wurde Bertram vom International Fishing Boat Congress zum ständigen Experten für Forschungsschiffe ernannt. Im Bestand des Staatsarchivs Hamburg befindet sich eine Zeitungsausschnittsammlung zu seiner Person.
Er starb im Oktober 1956 im Alter von 59 Jahren nach längerer schwerer Krankheit.

## Werke (Auswahl)
- Fischereischutz. In: Jahresbericht über die deutsche Fischerei. Mann, 1949, S. 45–48.
- Der deutsche Fischereischutz. In: Nauticus, 1952, Band 28, S. 42–46.
- Der Fischereischutz von 1948 bis 1956. In: Die Fischwirtschaft, 1954, Bände 6–8, Görg, S. 152.
- Der deutsche Fischereischutz im Jahre 1953. In: Jahresbericht über die deutsche Fischerei 1953. S. 184–186.
- Das Fischereiforschungsschiff. In: Jahresbericht über die deutsche Fischerei 1953. S. 187–183.
- Fischereiforschungsschiff „Anton Dohrn.“ In: Hansa, 1955, 26/27, S. 1161–1168.